# Un heureux événement
Un heureux événement is een Franse film uit 2011, geregisseerd door Rémi Bezançon. De film is gebaseerd op het gelijknamige boek van Eliette Abécassis.

## Verhaal
Op een dag ontmoet doctoraats-kandidate Barbara (Louise Bourgoin) de aantrekkelijke en wat jongensachtige Nicolas (Pio Marmaï) in de videotheek waar hij werkt. Er is een onmiddellijke aantrekking tussen de twee en via een spelletje waarbij ze film-titels gebruiken als versier-zinnen weten ze elkaar te versieren. Hun razend-snelle romance doet hen besluiten om samen een kind te hebben, maar nog voor de zwangerschap ten einde is blijkt de romance in stukken. Barbara blijft alleen achter en moet zowel haar scheiding als haar nieuwe rol als moeder leren aanvaarden.